# 戈爾利采
戈爾利采（波蘭語：Gorlice）是波蘭的城市，位於該國東南部，距離克拉科夫140公里，毗鄰與斯洛伐克接壤的邊境，由小波蘭省負責管轄，面積23.56平方公里，海拔高度340米，2008年人口29,500。

## 外部連結
- Jewish Community in Gorlice （页面存档备份，存于） on Virtual Shtetl

49°40′N 21°10′E / 49.667°N 21.167°E